# La ciudad y los perros (filme)
La ciudad y los perros (bra: A Cidade e os Cães; prt: La Ciudad y los Perros) é um filme peruano de 1985 dirigido por Francisco José Lombardi, com roteiro de Mario Vargas Llosa baseado em seu romance homônimo.
Foi selecionado como representante do Peru à edição do Oscar 1986, organizada pela Academia de Artes e Ciências Cinematográficas.[carece de fontes?]

## Elenco
- Alberto Isola - Garrido
- Gustavo Bueno - Gamboa
- Luis Álvarez - coronel
- Juan Manuel Ochoa - Jaguar
- Eduardo Adrianzén - escravo
- Liliana Navarro - Teresa
- Miguel Iza - Arrospide
- Pablo Serra - poeta
- Jorge Rodríguez Paz - general